# 100 км
100 км (рос. 100 км) — станційне селище у складі Омутнінського району Кіровської області, Росія. Входить до складу Ліснополянського сільського поселення.
Населення становить 6 осіб (2010, 10 у 2002).
Національний склад станом на 2002 рік — росіяни 90 %.